# Шуменская крепость
Шуменская Крепость (болг. Шуменска крепост Шуменская Крепость) — археологический памятник с видом на город Шумен на северо-востоке Болгарии.
Это древняя крепость, имеющая исторические связи с близлежащей деревней, построенная в ещё до нашей эры и позже принадлежавшая фракийцам в V веке до н.э.
Затем, со 2 по 4 века нашей эры, Крепость находилась под контролем римлян, которые строили башни и стены, а византийцы переоборудовали его в свой гарнизонный город. Шумен процветал в средние века как важный оплот Болгарской империи. В XIV веке форт был разрушен Османской империей после их победы в битве при Варне над христианской армией под командованием Владислава III Польского. С тех пор крепость оставалась заброшенной.
Реставрационные работы в крепости начались в 2012 году в рамках проекта «Болгария начинается здесь» и были частично завершены в 2015 году при финансовой помощи, предоставленной в рамках Европейской экономической зоны (ЕЭЗ) и грантов Норвегии муниципалитету Шумена и Шуменскому областному историческому музею.

## Расположение
Крепость построена на холме, с которого открывается великолепный вид на город Шумен. Он расположен на расстоянии 5,5 км (3,4 мили) от мечети Томбул в городе Шумен. Он расположен на территории природного парка Шуменское плато. От входа в крепость, примерно в 3 км находится памятник «Создателям болгарского государства», установленный в 1981 году во время коммунистического режима в ознаменование 1300-летия болгарского государства. Информационный центр находится в 300 метрах от этого памятника, а дорога длиной 3 км  отсюда ведет к крепости.

## История
Крепость представляет собой значительную часть истории Болгарии. Древние булгары, полукочевые племена воинов тюркских народов, не путать с турецкими, прибыли на территорию нынешней северо-восточной Болгарии к югу от Дуная в конце 7 века нашей эры и основали Первую Болгарскую империю. 1] Крепость образовала город Шумен во времена Первого и Второго Болгарского царства. В ходе археологических раскопок, проводившихся с 1957 года, была обнаружена деревня, относящаяся к железному веку (около IV века до нашей эры) Первой Империи. Фракийцы правили территорией с 5 по 2 века до нашей эры, за ними следовали римляне, правившие с первого века до нашей эры до 3 века нашей эры, а затем ранняя Византия с IV по VI века нашей эры .
Во времена Первого Болгарского царства крепость входила в систему укреплений, обеспечивающих защиту Плиски и Преслава, столиц и религиозного центра Мадары. Затем в X—XII веках он функционировал как второстепенный форт по сравнению со славой, экономическим процветанием и военной мощью, которые он имел в IV—VI веках. В 13 веке он снова процветал как политическая и экономическая единица возрожденной Болгарской империи. Когда в 1278-м году во время восстания Ивайло Преслав временно взяли под свой контроль византийцы, Шумен также приобрел значение как административный и военный центр. Крепость продолжала процветать в 14 веке, пока турки-османы не захватили её в 1388 году во время кампании своего первого визиря Чандарлы Али-паши.  
В 1444 году король Польши Владислав III (Варненчик) (годы правления 1440—1444) польско-венгерского происхождения попытался изгнать османов из Европы во главе большой христианской армии, но потерпел поражение и был убит в битве при Варне. После этой битвы крепость была разграблена и опустошена, а османские правители в конце концов полностью её покинули. 

## Описание

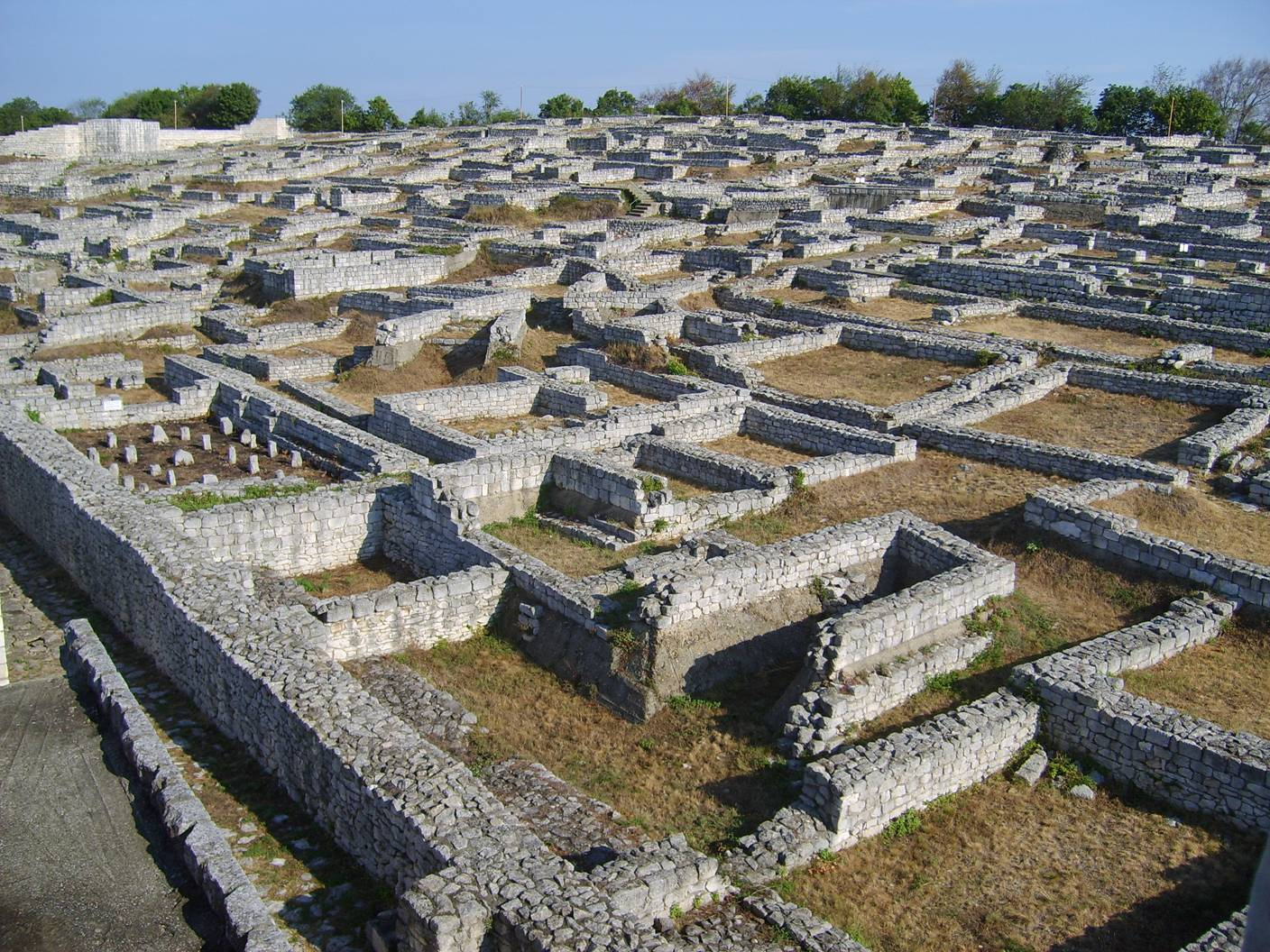
Восстановленные черты крепости.

Крепость была самой развитой цитаделью 14 века. Археологические раскопки проводятся с 1957 года, и было обнаружено множество артефактов и сооружений. Разрушенный форт был частично восстановлен в период 2012—2015 годов. У подножия крепости были найдены монастыри и церкви; некоторые из них были реконструированы в 1980-х годах. Реставрационные работы, завершенные в 2015 году, охватили стены крепости, проложили дорожки для прогулок по крепости.
Другая инфраструктура, созданная для поощрения туризма, — это художественное освещение и оборудование для контроля температуры и влажности, рекламные брошюры и общие аспекты управления.
Изучены монеты и печати с городища. Особая круглая печать, отлитая из бронзы, с двуглавым орлом наверху, была идентифицирована как принадлежащая царю Иоанну Александру (годы правления 1331—1371). Утверждается, что изображение на печати является общей чертой печатей XIV века, которые также изготавливались из золота и серебра. 
Ещё одной особенностью крепости был выступ из известняка, на одной стороне которого был вырезан «двуглавый орел и трехконечная корона, видимая между головами птиц». Было высказано предположение, что эта отметка была сделана либо по случаю визита в крепость правителя Болгарии, либо может быть изображением последнего императора, правившего из Тырново, Ивана Шишмана (годы правления 1371—1395). Во время раскопок 1970 года к югу от Шуменской крепости археолог Карел Шкорпил раскопал остатки церкви.  Надпись, найденная на стене крепости, датированная 13 веком, связана с частыми атаками монголов . 

## Реставрация
Восстановление крепости было начато в 2012 году в рамках проекта «Болгария начинается здесь». Работы были частично завершены в 2015 году при финансовой помощи, предоставленной в рамках грантов Европейской экономической зоны (ЕЭЗ) и Норвегии муниципалитету Шумена и Шуменскому областному историческому музею.

## Рекомендации
1. ↑  Watkins, Deliso, 2008, p. 165.
2. ↑  Baker, Deliso, 2013, p. 773.
3. 1 2 3  Restoring Shumen Fortress - EEA Grants. EEA Grants - Norway Grants, Financial Mechanism Office (1 августа 2010). Дата обращения: 27 апреля 2016. Архивировано 28 сентября 2016 года.
4. ↑  Kassabova, 2008, p. 91.
5. 1 2 3  Cheynet, Sode, 2006, p. 94.
6. ↑  Fine, 1987, p. 407.
7. ↑  Kassabova, 2008, p. 89.
8. ↑  Cheynet, Sode, 2006, p. 95.
9. 1 2  Bulgaria’s Shumen Completes Restoration of Ancient and Medieval Shumen Fortress with Norway Funding. Archaeologyinbulgaria.com (12 января 2016). Дата обращения: 27 апреля 2016. Архивировано 29 мая 2016 года.
10. ↑  Cheynet, Sode, 2006, pp. 89–94.
11. ↑  Petkov, 2008, p. 427.